# Rubus capitulatus
Rubus capitulatus är en rosväxtart som beskrevs av Jacob Utsch. Rubus capitulatus ingår i släktet rubusar, och familjen rosväxter. Inga underarter finns listade i Catalogue of Life.